# Parigi-Nizza 1978
La Parigi-Nizza 1978, trentaseiesima edizione della corsa, si svolse dal 5 all'11 marzo su un percorso di 1 154 km ripartiti in sei tappe (la sesta suddivisa in due semitappe) precedute da un cronoprologo. Fu vinta dall'olandese Gerrie Knetemann, già secondo nell'edizione precedente, davanti al francese Bernard Hinault e all'altro olandese Joop Zoetemelk, già vincitore nel 1974 e nel 1975.

## Tappe
| Tappa  | Data     | Percorso                                | km    | Vincitore di tappa     | Leader cl. generale |
| ------ | -------- | --------------------------------------- | ----- | ---------------------- | ------------------- |
| 1ª     | 5 marzo  | Le Perreux-sur-Marne > Nogent-sur-Marne | 8,7   | Gerrie Knetemann       | Gerrie Knetemann    |
| 2ª     | 6 marzo  | Créteil > Auxerre                       | 201   | Gerrie Knetemann       | Gerrie Knetemann    |
| 3ª     | 7 marzo  | Auxerre > Chalon-sur-Saône              | 197   | Jacques Esclassan      | Gerrie Knetemann    |
| 4ª     | 8 marzo  | Chalon-sur-Saône > Saint-Étienne        | 235   | André Mollet           | Gerrie Knetemann    |
| 5ª     | 9 marzo  | La Voulte > Barnéoud, Plan de Campagne  | 231   | Fedor den Hertog       | Gerrie Knetemann    |
| 6ª     | 10 marzo | Barnéoud, Plan de Campagne > Draguignan | 215   | Jean-Luc Vandenbroucke | Gerrie Knetemann    |
| 7ª-1ª  | 11 marzo | Draguignan > Nizza                      | 59    | Jacques Esclassan      | Gerrie Knetemann    |
| 7ª-2ª  | 11 marzo | Nizza > Col d'Èze                       | 9,5   | Gerrie Knetemann       | Gerrie Knetemann    |
| Totale | Totale   | Totale                                  | 1 154 |                        |                     |

## Dettagli delle tappe

### 1ª tappa
- 5 marzo: Le Perreux-sur-Marne > Nogent-sur-Marne (cron. individuale) – 8 km

| Pos. | Corridore              | Squadra    | Tempo  |
| ---- | ---------------------- | ---------- | ------ |
| 1    | Gerrie Knetemann       | TI-Raleigh | 11'55" |
| 2    | Joop Zoetemelk         | Miko       | a 5"   |
| 3    | Jean-Luc Vandenbroucke | Peugeot    | s.t.   |

| Pos. | Corridore              | Squadra    | Tempo  |
| ---- | ---------------------- | ---------- | ------ |
| 1    | Gerrie Knetemann       | TI-Raleigh | 11'55" |
| 2    | Joop Zoetemelk         | Miko       | a 5"   |
| 3    | Jean-Luc Vandenbroucke | Peugeot    | s.t.   |

### 2ª tappa
- 6 marzo: Créteil > Auxerre – 201 km

| Pos. | Corridore              | Squadra    | Tempo    |
| ---- | ---------------------- | ---------- | -------- |
| 1    | Gerrie Knetemann       | TI-Raleigh | 5h29'25" |
| 2    | Jean-Luc Vandenbroucke | Peugeot    | s.t.     |
| 3    | Guy Sibille            | Peugeot    | s.t.     |

| Pos. | Corridore              | Squadra    | Tempo    |
| ---- | ---------------------- | ---------- | -------- |
| 1    | Gerrie Knetemann       | TI-Raleigh | 5h41'20" |
| 2    | Jean-Luc Vandenbroucke | Peugeot    | a 5"     |
| 3    | Joop Zoetemelk         | Miko       | s.t.     |

### 3ª tappa
- 7 marzo: Auxerre > Chalon-sur-Saône – 197 km

| Pos. | Corridore         | Squadra | Tempo    |
| ---- | ----------------- | ------- | -------- |
| 1    | Jacques Esclassan | Peugeot | 5h09'17" |
| 2    | Yvon Bertin       | Renault | s.t.     |
| 3    | Eddy Vanhaerens   | Carlos  | s.t.     |

| Pos. | Corridore              | Squadra    | Tempo     |
| ---- | ---------------------- | ---------- | --------- |
| 1    | Gerrie Knetemann       | TI-Raleigh | 10h50'37" |
| 2    | Joop Zoetemelk         | Miko       | a 5"      |
| 3    | Jean-Luc Vandenbroucke | Peugeot    | s.t.      |

### 4ª tappa
- 8 marzo: Chalon-sur-Saône > Saint-Étienne – 235 km

| Pos. | Corridore               | Squadra  | Tempo    |
| ---- | ----------------------- | -------- | -------- |
| 1    | André Mollet            | Miko     | 6h12'45" |
| 2    | Sean Kelly              | Flandria | a 8"     |
| 3    | Gilbert Duclos-Lassalle | Peugeot  | s.t.     |

| Pos. | Corridore        | Squadra    | Tempo     |
| ---- | ---------------- | ---------- | --------- |
| 1    | Gerrie Knetemann | TI-Raleigh | 17h03'20" |
| 2    | Joop Zoetemelk   | Miko       | a 5"      |
| 3    | Bernard Hinault  | Renault    | a 9"      |

### 5ª tappa
- 9 marzo: La Voulte > Barnéoud, Plan de Campagne – 231 km

| Pos. | Corridore          | Squadra    | Tempo    |
| ---- | ------------------ | ---------- | -------- |
| 1    | Fedor den Hertog   | Lejeune-BP | 5h41'46" |
| 2    | Klaus-Peter Thaler | TI-Raleigh | a 1'38"  |
| 3    | Jacques Esclassan  | Peugeot    | s.t.     |

| Pos. | Corridore        | Squadra    | Tempo     |
| ---- | ---------------- | ---------- | --------- |
| 1    | Gerrie Knetemann | TI-Raleigh | 22h45'06" |
| 2    | Joop Zoetemelk   | Miko       | a 5"      |
| 3    | Bernard Hinault  | Renault    | a 9"      |

### 6ª tappa
- 10 marzo: Barnéoud, Plan de Campagne > Draguignan – 215 km

| Pos. | Corridore              | Squadra  | Tempo    |
| ---- | ---------------------- | -------- | -------- |
| 1    | Jean-Luc Vandenbroucke | Peugeot  | 5h26'04" |
| 2    | Sean Kelly             | Flandria | a 6"     |
| 3    | Barry Hoban            | Miko     | s.t.     |

| Pos. | Corridore        | Squadra    | Tempo     |
| ---- | ---------------- | ---------- | --------- |
| 1    | Gerrie Knetemann | TI-Raleigh | 28h11'10" |
| 2    | Joop Zoetemelk   | Miko       | a 5"      |
| 3    | Bernard Hinault  | Renault    | a 9"      |

### 7ª tappa - 1ª semitappa
- 11 marzo: Draguignan > Nizza – 59 km

| Pos. | Corridore         | Squadra    | Tempo    |
| ---- | ----------------- | ---------- | -------- |
| 1    | Jacques Esclassan | Peugeot    | 1h31'49" |
| 2    | Wilfried Wesemael | TI-Raleigh | s.t.     |
| 3    | Leo van Vliet     | Miko       | s.t.     |

| Pos. | Corridore        | Squadra    | Tempo     |
| ---- | ---------------- | ---------- | --------- |
| 1    | Gerrie Knetemann | TI-Raleigh | 29h42'59" |
| 2    | Joop Zoetemelk   | Miko       | a 5"      |
| 3    | Bernard Hinault  | Renault    | a 9"      |

### 7ª tappa - 2ª semitappa
- 11 marzo: Nizza > Col d'Èze (cron. individuale) – 9 km

| Pos. | Corridore        | Squadra    | Tempo  |
| ---- | ---------------- | ---------- | ------ |
| 1    | Gerrie Knetemann | TI-Raleigh | 20'14" |
| 2    | Bernard Hinault  | Renault    | a 10"  |
| 3    | Joop Zoetemelk   | Miko       | a 26"  |

| Pos. | Corridore        | Squadra    | Tempo     |
| ---- | ---------------- | ---------- | --------- |
| 1    | Gerrie Knetemann | TI-Raleigh | 30h07'07" |
| 2    | Bernard Hinault  | Renault    | a 19"     |
| 3    | Joop Zoetemelk   | Miko       | a 31"     |

## Classifiche finali

### Classifica generale
| Pos. | Corridore               | Squadra                 | Tempo     |
| ---- | ----------------------- | ----------------------- | --------- |
| 1    | Gerrie Knetemann        | Ti-Raleigh-Mc Gregor    | 30h07'07" |
| 2    | Bernard Hinault         | Renault-Gitane          | a 19"     |
| 3    | Joop Zoetemelk          | Miko-Mercier-Hutchinson | a 31"     |
| 4    | Michel Laurent          | Peugeot-Esso-Michelin   | a 1'22"   |
| 5    | Yves Hézard             | Peugeot-Esso-Michelin   | a 1'26"   |
| 6    | Henk Lubberding         | Ti-Raleigh-Mc Gregor    | a 1'57"   |
| 7    | Hennie Kuiper           | Ti-Raleigh-Mc Gregor    | a 1'58"   |
| 8    | Gilbert Duclos-Lassalle | Peugeot-Esso-Michelin   | a 3'01"   |
| 9    | André Mollet            | Miko-Mercier-Hutchinson | a 3'02"   |
| 10   | Sven-Åke Nilsson        | Miko-Mercier-Hutchinson | a 3'10"   |